# Ricordi... Nel sole
Ricordi... Nel sole este un album greatest hits al cântărețului Al Bano publicat în Italia doar pe LP în 1979.
Conține 12 noi versiuni a unor hituri din propriul repertoriu din perioada 1967-1972, printre care și un cover al cântecului tradițional napoletan 'O sole mio.

## Track list
1. Io di notte (Albano Carrisi, Alessandro Colombini)
2. Caro, caro amore (Conz, Vito Pallavicini, Pino Massara)
3. Quel poco che ho (Luciano Beretta, Albano Carrisi, Detto Mariano)
4. Bianca di luna (Albano Carrisi, Pino Massara, Alessandro Colombini)
5. Il ragazzo che sorride (Vito Pallavicini, Mikis Theodorakis)
6. Nel sole (Albano Carrisi, Pino Massara, Vito Pallavicini)
7. E il sole dorme (Albano Carrisi, Vito Pallavicini)
8. Pensando a te (Albano Carrisi, Vito Pallavicini)
9. O sole mio (Giovanni Capurro, Eduardo Di Capua)
10. Mattino (Ruggero Leoncavallo, Vito Pallavicini)
11. Storia di due innamorati (cu Romina Power) (Albano Carrisi, Vito Pallavicini)